# A Pingvinkirály
A Pingvinkirály (eredeti címén The Penguin King vagy Penguins 3D) 2012-ben bemutatott 3D-s természetfilm, amelyet David Attenborough rendezett. 
Október 24-én mutatták be az Egyesült Királyságban, Magyarországon is ebben az évben jelent meg, az MTVA forgalmazásában. DVD-n is kiadták.

## Történet
A film egy királypingvin életét követi nyomon. A nézők láthatják, milyen viszontagságokon kell átmennie az állatnak: hiszen számtalan veszély leselkedik rá, az albatroszoktól kezdve az elefántfókákon át egészen a többi fókáig. Ezek az állatok mind-mind a pingvin vérét akarják. A "Rex" (király) nevű főhősnek be kell illeszkednie a társadalomba, elnyerni a többi pingvin tiszteletét, és elkerülni a veszedelmes ragadozókat. David Attenborough kamerája Rex életét követi. Attenborough a film narrátoraként is szolgál.